# أناستاسيا ياكيموفا
أناستاسيا ياكيموفا (الروسية: Екимова, Анастасия Алексеевна) مواليد 1 نوفمبر 1986 في مينسك، الاتحاد السوفيتي، هي لاعبة كرة مضرب بيلاروسية بدأت مسيرتها كمحترفة سنة 2001 تلعب باليد اليمنى. أعلى تصنيف لها في الفردي كان المركز الـ 49 في سنة 2006.

## الخط الزمني للزوجي
مفتاح
| ف | ن | ن.ن | ر.ن | د# | د.م | ل | أ.أ | ت | غ | ب | ف | ذ | م.خ | ل.ت |

(ف) فاز بالبطولة (ن) وصل النهائي (ن.ن) نصف النهائي (ر.ن) ربع النهائي (د#) الأدوار الأربعة الأولى (د.م) دور المجموعات (ل) شارك في كأس ديفيز (أ.أ) خرج من الأدوار الاولى (ت) خسر التصفيات التأهيلية (غ) غاب عن الحدث أو البطولة (ب) حصل على ميدالية برونزية (ف) حصل على ميدالية فضية (ذ) حصل على ميدالية ذهبية (م.خ) بطولة الماسترز خُفضت إلى مرتبة أقل (ل.ت) البطولة لم تعقد في السنة المعينة.
لتجنب الارتباك وازدواجية الحساب، يتم تحديث هذه المعلومات إما في نهاية البطولة، أو عندما تكون مشاركة اللاعب في البطولة قد انتهت.
| دورات الجراند سلام |       |       |       |       |       |       |
| أستراليا المفتوحة  | غ     | غ     | غ     | د1    | 0 / 6 | 2–6   |
| فرنسا المفتوحة     | غ     | د1    | غ     | د1    | 0 / 2 | 0–2   |
| بطولة ويمبلدون     | د1    | د1    | غ     | ت1    | 0 / 2 | 0–2   |
| أمريكا المفتوحة    | غ     | د2    | د1    | غ     | 0 / 2 | 1–2   |
| فوز-خسارة          | 0 – 1 | 1 – 3 | 0 – 1 | 0 – 2 | 0 / 9 | 1 – 9 |

## روابط خارجية
- أناستاسيا ياكيموفا على موقع رابطة محترفات التنس (الإنجليزية)
- أناستاسيا ياكيموفا على موقع الاتحاد الدولي لكرة المضرب (الإنجليزية)
- أناستاسيا ياكيموفا على موقع كأس بيلي جين كينغ (الإنجليزية)
- أناستاسيا ياكيموفا على موقع خلاصة التنس.كوم (الإنجليزية)